# 大邱運転免許試験場
大邱運転免許試験場（テグうんてんめんきょしけんじょう）は大邱広域市北区にある道路交通公団の運転免許試験場である。

## 施設概要
技能試験場

### 本館
- 1階：受付、相談室、制作室、障害者運動能力測定室、写真室、身体検査場、売店、休憩室
- 2階：試験場長室、総務係、試験係、電算室
- 3階：学科試験場、受験者待機室
- 地下：スポーツジム

### 交通安全教育場
- 1階：食堂
- 2階：道路安全教育場、展示場

### 別館
場内技能および道路走行教育室、受験者待機室

## 学科試験
- 四輪（第二種小型免許を含む）、原動機付自転車免許ともにPC式のみ。
- 手話ビデオ（重度の聴覚障害者対象）

## 技能試験が可能な運転免許の種類
各運転免許の詳細については運転免許の区分を参照
- 第一種大型免許
- 第一種普通免許
- 第二種普通免許
- 第二種小型免許
- 第二種原動機付自転車免許